# 元融 (章武王)
元融（481年—526年），字永兴，河南郡洛阳县（今河南省洛阳市东）人，追尊魏景穆帝拓跋晃曾孙，征虏将军、汾州刺史元彬长子，北魏宗室、官员。

## 生平
元融容貌美丽，身材魁梧，性格旷达坦率，有豪迈的气概。魏孝文帝元宏时期，元融在虚岁十二时以秘书郎为起家官。魏宣武帝元恪景明初年，恢复章武王的爵位，元融袭封章武王，出任骁骑将军。
梁武帝萧衍派遣将领侵犯进逼淮阳，梁城陷落，皇帝诏令元融出任假节、征虏将军，跟随伯父中山王元英担任别将，另外率领军队向南讨伐，杀伤大量的南梁士兵，收复梁城。当时扬州刺史元嵩被奴仆杀害，元英上表推荐元融代理扬州事务。回到京城后，元融很快升任假节、征虏将军、都督并州诸军事、并州刺史。
魏宣武帝元恪去世后，元融兼任司空，营造景陵。元融出任宗正卿，又出任使持节、散骑常侍、平东将军、都督青州诸军事、青州刺史，回朝担任秘书监，升任中护军，军号升为抚军将军，兼领河南尹，加征东将军。元融性格特别贪婪残暴，任意聚敛财物，被中尉纠举弹劾，削除官爵职务。汾州和夏州的山胡叛乱，联合正平和平阳，皇帝诏令元融恢复爵位和军号征东将军，出任使持节、征胡都督前往讨伐。元融谋略不足，被胡人击败。很久之后，元融加散骑常侍、卫将军、左光禄大夫。
孝昌二年（526年），鲜于脩礼进攻瀛、定二州，元融为车骑将军讨鲜于脩礼。师渡交津，葛荣杀鲜于脩礼而自立。当年九月，博野白牛逻（今河北省蠡县）一战，遭到葛荣斩杀，虚岁四十六，谥号武莊。

## 家庭

### 兄弟姐妹
- 元凝，北魏使持节、济州刺史、安东将军、东安王
- 元湛，北魏前将军、通直散起常侍、廷尉少卿，追封渔阳王
- 元晏，北魏秘书监
- 元竫，北魏宁远将军、青州刺史
- 元氏，嫁北魏黄门郎、武卫将军、夏州刺史、抚军将军、金紫光禄大夫高聿

### 王妃
- 穆氏，永平二年岁在己丑三月戊寅朔十二日己丑（509年4月16日）在洛阳绥武里去世，四月一日戊申（509年5月5日）附葬于芒山以南的南安王元桢墓旁[5]
- 卢贵兰（493年—546年），曹魏司空卢毓九世孙女，建将军、良乡子卢巘的孙女，幽州主簿卢延集之女，生元景哲、元叔哲、元季哲[6]

### 妾
- 程氏，生元朗[5]

### 子女
- 元景哲，东魏散骑常侍、开府仪同三司、护军将军、侍中、章武王[6]
- 元朗，北魏后废帝
- 元叔哲，东魏员外散骑侍郎、征虏将军、中散大夫[6]
- 元季哲，东魏秘书郎中、征虏将军、中散大夫[6]